# Bou

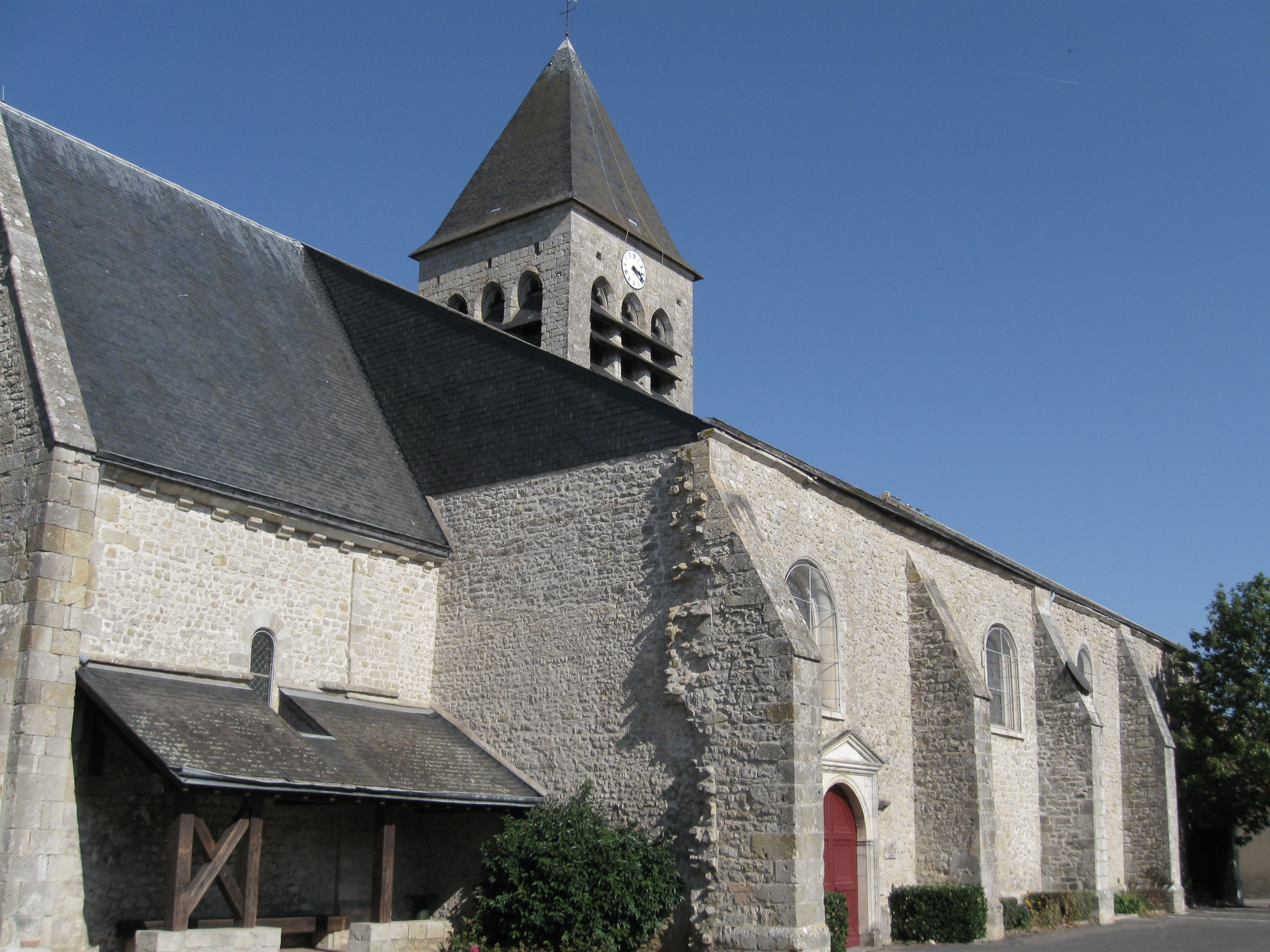
Thánh đường Thánh George, Bou

Bou là một xã trong tỉnh Loiret, vùng Centre-Val de Loire bắc trung bộ nước Pháp. Xã này nằm ở khu vực có độ cao từ 97-102 mét trên mực nước biển.